# Edward Acquah
Edward Acquah (* 23. Juli 1935; † 6. Oktober 2011) war ein ghanaischer Fußballspieler. Der 188 Zentimeter große Angreifer wurde auf Grund seines harten Schusses als „Mr. Sputnik“ bezeichnet.
Acquah begann seine Karriere bei Sekondi Eleven Wise. 1959 verließ er den Verein, um beim Aufbau eines neuen Teams, Sekondi Ghana Independence, zu helfen. Im kommenden Jahr kehrte Acquah jedoch wieder zu Sekondi Eleven Wise zurück und gewann mit der Mannschaft, die fortan „Western Show Boys“ genannt wurde, die Ghana Premier League. 1961 wurde er von Kwame Nkrumahs Verein Accra Real Republicans verpflichtet, wo er bis zur Vereinsauflösung im Februar 1966 unter Vertrag stand; daher kehrte er nach Sekondi zurück, wo er sich im Management seines Jugendvereins engagierte. Während seiner Vereinskarriere soll Acquah über 400 Tore in Liga- und Freundschaftsspielen geschossen haben.
Mit der Nationalmannschaft nahm Acquah an einer Europareise im Jahr 1961 teil; 1963 konnte man den Gewinn der Afrikameisterschaft im eigenen Land feiern. Mit zwei Toren im Vorrundenspiel gegen Äthiopien sowie im Finale gegen den Sudan hatte er entscheidenden Anteil am Erfolg (die Finaltore werden teilweise auch Sturmpartner Wilberforce Mfum zugerechnet). Beim olympischen Fußballturnier 1964 erzielte der vier Mal eingesetzte Acquah ebenfalls zwei Tore. In seiner von 1953 bis 1964 andauernden Nationalmannschaftskarriere sollen Acquah zeitgenössischen Quellen zufolge in 67 Spielen 170 Tore gelungen sein (auch dem zwischen 1955 und 1963 stürmenden Baba Yara sollen immerhin 51 Tore in 49 Spielen gelungen sein, während der Nationalmannschaftsrekord aus heutiger Sicht bei 51 Toren liegt – Asamoah Gyan, 2003 bis 2019). Rsssf zufolge traf Acquah zwischen 1956 und 1964 45 mal in 41 Spielen.
Acquah verstarb nach langer Krankheit im Alter von 76 Jahren.